# Mainburg
Mainburg település Németországban, azon belül Bajorországban. Lakosainak száma 15 517 fő (2023. december 31.). Mainburg Elsendorf, Aiglsbach és Attenhofen községekkel határos.

## Népesség
A település népessége az elmúlt években az alábbi módon változott:
| Lakosok száma | 1696 | 5397 | 8211 | 10 657 | 14 215 | 14 567 | 14 926 | 14 997 | 15 165 | 15 517 |
|               | 1875 | 1950 | 1975 | 1987   | 2012   | 2014   | 2016   | 2017   | 2021   | 2023   |